# Группа (фильм)
«Группа» (англ. The Group) — американская драма режиссёра Сидни Люмета по одноимённому роману Мэри МакКарти. Премьера фильма состоялась 4 марта 1966 года. Дебют актрис Кэндис Берген и Джоан Хакетт, а также актёров Хэла Холбрука и Джорджа Гейнса.

## Сюжет
1933 год. Восемь подружек-старшеклассниц оканчивают частную школу и собираются войти во взрослую жизнь. От выпуска до начала Второй мировой войны показаны их романы, замужества, карьера и поиски смысла жизни, их взлёты и падения.

## В ролях
- Кэндис Берген — Лаки
- Джоан Хакетт — Дотти
- Элизабет Хартман — Присс
- Ширли Найт — Полли
- Джоанна Петти — Кэй
- Мэри-Робин Редд — Поуки
- Джессика Уолтер — Либби
- Кэтлин Уиддоуз — Хелена
- Джеймс Бродерик — доктор Риджли
- Джеймс Конгдон — Слоун Крокетт
- Ларри Хэгмэн — Харальд Петерсон
- Хэл Холбрук — Гас Лерой
- Ричард Маллиган — Дик Браун
- Роберт Имхардт — мистер Эндрюс
- Кэрри Най — Норайн
- Джордж Гейнс — Брук Лэтэм
- Джон О’Лири — Пут Блейк
- Питер Бойл — эпизод (нет в титрах)

## Съёмочная группа
- Режиссёр-постановщик: Сидни Люмет
- Сценарист: Сидни Бучман
- Продюсер: Сидни Бучман
- Композитор: Чарльз Гросс (нет в титрах)
- Оператор-постановщик: Борис Кауфман
- Монтажёр: Ральф Розенблум
- Художник-постановщик: Джин Каллахан
- Художник по костюмам: Анна Хилл Джонстоун
- Гримёр: Ирвинг Бучман
- Звукорежиссёры: Джек Фицстивенс, Алан Хейм, Деннис Мейтланд
- Дирижёр: Роберт Де Кормьер

## Номинации
- 1966 — Берлинский кинофестиваль: номинация на «Золотого медведя» — Сидни Люмет[2]
- 1967 — Номинация на премию «Золотой глобус» за лучший дебют актрисы — Кэндис Берген[3]
- 1967 — Номинация на премию BAFTA за лучшую женскую роль, сыгранную иностранной актрисой — Джоан Хакетт